# 권윤덕
권윤덕(1960년 ~ )은 한국의 그림책 작가다. 대표 도서로 《만희네 집》, 《꽃할머니》, 《나무도장》, 《씩스틴》 등이 있다.

## 생애
1960년 대한민국 오산시에서 태어났다. 그녀는2024년 한스 크리스티안 안데르센상(그림작가 부분)한국 후보로 올랐다. 그녀의 대표 작품으로는 《만희네 집》, 《시리동동 거미동동》, 《고양이는 나만 따라해》, 《일과 도구》, 《꽃할머니》 등이 있다.
권윤덕은 서울여자대학교 식품과학과에 입학했으며 홍익대학교 광고 디자인과를 추가적으로 전공하였다. 졸업 후에는 디자인 일을 하다가 《까막나라에서 온 삽사리》(정승각 글)의 디자인을 하며 그림책 작가의 길에 들어서게 된다.
그녀는 1987년부터 ‘시민미술학교’를 운영하면서 만난 이억배, 정유정 작가와 함께 그림책 모임을 만들어 활동했다. 그녀의 첫 작품은《만희네 집》(1995) 그림책이다. 그녀는 중국 북경에 머물면서 수묵화와 가는 붓으로 그리는 공필화를 배웠고, 한국으로 돌아와 스님으로부터 불화를 배우게 되었다.

## 경력
1995년 《만희네 집》으로 그림책 작가로 데뷔했다. 그녀는 한・중・일 3개국 12명의 작가들과 출판사들이 함께 런칭한 '평화그림책' 시리즈에 참여하여 《꽃할머니》를 출간하였다.
그녀는 《꽃할머니》 작품을 통해 2010년 제 1회 대한민국출판문화상 저작자상을, 2010년 제 3회 CJ그림책상, 2013년 일본군‘위안부’유공 여성가족부장관상을 수상하였다. 2014년에는 제7회 ‘올해의 여성문화인상-청강문화상’을 수상하였고 2016년에는 ALMA(아스트리드 린드그랜상) 후보에도 올랐다. 2018년에는 《나무도장》으로 제 1회 롯데출판문화대상 본상을 수상하였고 아동 문학으로서의 가치를 인정받아 2024년 한스 크리스티안 안데르센상(그림작가 부문) 한국 후보로 오르기도 하였다.

## 스타일
30대에 만든 초기 작품 《만희네 집》(1995), 《엄마 나는 이 옷이 좋아요》(1998, 2010 재출간) 등에서는 사물의 모습을 세밀하게 묘사하여 보여주었다. 또한 그림을 통해 1980년대 한국의 생활을 담고 있다.
40대에 만든 작품인 《만희네 글자 벌레》(2000~2002, 2011 통합본 재출간), 《시리동동 거미동동》(2003), 《고양이는 나만 따라해》(2005), 《일과 도구》(2008) 등에서는 어린이들의 일상적 관심사를 보여주고 있다. 《일과 도구》(2008)에서는 다중시점(multiple perspective view point)을 사용하고 있다. 다중시점 화법은 관찰자인 작가의 시점이 아니라 직접 작업을 하는 노동자의 시점 혹은 도구 자체가 세상을 보는 시점이다. 다중 시점은 인간이 아닌 존재들의 입장을 가시화하고 그들의 서사를 드러내주는 데도 효과적인 방식이다. 또한, 인물의 내적 갈등과 변화를 드러내기 위해 다중 시점 화법을 효과적으로 사용하고 있다. 《피카이아》에서는 인간과 동식물이 서로 입장을 바꾸어 보고, 《씩스틴》와 《용맹호》 에서는 역사적 사건의 주체자들이 피해자이면서 동시에 또 다른 측면에서는 가해자일 수도 있음이 초점의 이동을 통해 드러난다.
《꽃할머니》(2010), 《피카이아》(2013), 《나무도장》(2016), 《씩스틴》(2019), 《용맹호》(2021) 등  50대 이후의 작품들에서는 역사적 사건들을 주로 다루고 있는데,  《꽃할머니》를 통해 위안부 피해자 증언, 《나무 도장》을 통해 제주 43사건을, 《씩스틴》에서는 518 민주화운동을 그리고 있으며 한국 역사를 넘어 《용맹호》를 통해 베트남 전쟁을 배경으로 한 그림책을 제작하기에 이른다. 그녀는 분절된 역사의 단편을 그림책 담아내며 그림책의 독자를 어린이를 한정하지 않는 모습을 보인다.
2019년부터 그녀는 학교에서 어린이들과 함께 예술 활동을 시도하였다. 제주도의 학교에서 어린이들과 함께 ‘자연과 나’라는 제목으로 기후위기 시대에 자연이 전하는 목소리를 글과 그림으로 표현해보는 예술 활동을 진행하였다. 작가는 아이들로 하여금 자신들이 사는 주변 환경을 관찰하고 아이들 시선에서 자유롭게 표현하도록 했다. 권윤덕은 아이들과 함께하는 과정을 꼼꼼히 기록하고, 어린이들의 그림과 권윤덕 작가의 에세이를 엮어 《파랑을 조금 더 가지고 싶어요》을 출간하였다.

## 수상
- 2010 제 1회 대한민국출판문화상 저작자상 수상 - '꽃할머니'
- 2010 제 3회 CJ그림책상 - '꽃할머니'
- 2013 일본군 ‘위안부’ 유공 여성가족부장관상 수상
- 2014 제7회 ‘올해의 여성문화인상 - 청강문화상’ 수상
- 2016 ALMA(아스트리드 린드그랜상) 후보
- 2019 제 1회 롯데출판문화대상 본상 수상 - '나무도장'
- 2020 2020서점인이 뽑은 올해의 책, 비소설분야 -  '나의 작은 화판'
- 2024 한스 크리스티안 안데르센상(그림작가 부문) 한국 후보

## 작품
<글만 작업>
- 2022 파랑을 조금 더 가지고 싶어요 (남해봄날) ISBN 979-11-85823-84-3
- 2020 “나의 작은 화판” (돌베개) ISBN 978-89-7199-469-6

<글, 그림 작업>
- 2021 “용맹호” (사계절) ISBN 979-11-85823-84-3
- 2019 “씩스틴” (평화를 품은 책) ISBN 979-11-85928-18-0
- 2016 “나무도장” (평화를 품은 책) ISBN 979-11-85928-08-1
- 2013 “피카이아” (창비) ISBN 978-89-364-5444-9
- 2011 “만희네 글자벌레” (길벗어린이) (통합본) ISBN 89-86565-36-6
- 2010 “꽃할머니” (사계절) ISBN 978-89-5828-909-8
  - 2015 花奶奶, 译林出版社, China
  - 2017 Grandma Flora, XANADU Publishing, UK, (계약종료)
  - 2018 花ばぁば, コロから株式會社, Japan
- 2008 “일과 도구” (길벗어린이) ISBN 978-89-5582-083-6
  - 2012 工作與工具, Wisest Cultural Enterprise, Taiwan
  - 2014 工作與工具, 二十一世紀出版社, China
- 2005 “고양이는 나만 따라해” (창비) ISBN 978-89-364-5446-3
  - 2007 My Cat Copies Me, Kane/Miller Book Publishers, USA
  - 2007 Mon chat fait tout comme moi, Philippe Picquier, France, 2007
  - 2013 El meu gat fa el mateix que jo, Lata de Sal gatos, Spain (Spanish)
  - 2013 O Meu Gato Sempre Me Imita, Lata de Sal gatos, Spain (Catalan and Galician)
- 2003 “시리동동 거미 동동” (창비) ISBN 978-89-364-5403-6
  - 2007 しろいはうさぎ, Fukuinkan Shoten(福音館書店), Japan
- 1998 “엄마, 난 이 옷이 좋아요” (재미마주), ISBN 978-89-5582-099-7
  - 2010 “엄마, 난 이 옷이 좋아요” (길벗어린이) 재발간.
- 1995 “만희네 집” (길벗어린이)  ISBN 978-89-86621-10-5
  - 1998 マンヒのいえ, The Sailor Publishing Co, Japan
  - 2008 Ma maison en Corée, Editions du Sorbier, France
  - 2014 我的新家, 二十一世紀出版社, China

## 활동
- 2022 <표현의 부자유전> 일본 도쿄, 교토, 고베 <꽃할머니> 출품
- 2020 <이웃나라의 문>[3]일본출판클럽라이브러리(짐보초), JBBY
- 2016[4]아부다비 국제 도서전 <고양이는 나만 따라 해> 출품
- 2015[5]베이징 국제 도서전 <고양이는 나만 따라 해> 그림책 전시
- 2014[6]누락된 기록전 2 <방>, 비단에먹, 동양화물감. 설치작품.
- 2014[7]파주 출판도시 <꽃할머니> 전시
- 2014[8]국립김해박물관 <문창제군을 만나다> 영상 그림책 제작 전시.
- 2013[9]국립중앙박물관 한국의 도교 문화 – 행복으로 가는 길 <문창제군을 만나다> 영상 그림책 제작 전시.

## 참고 자료
- 작가연구자료집 2019, KBBY국제아동청소년도서협의회